# The who the what the yeah
the who the what the yeah ist eine Rockband aus Wien.

## Geschichte
the who the what the yeah wurde 2005 in Wien gegründet.
2009 erschien das erste Album blackbox. Der Song Unser Herr Bürgermeister wurde in die FM4 Rotation aufgenommen, das Video zu Auf der Strecke wurde einige Male auf gotv gezeigt. 2011 erschien das zweite Album Nervöse Welt, welches von dem Wiener Vertrieb und Verlag Hoanzl vertrieben wird. Der Song Nervöse Welt war fünf Wochen in den FM4 Charts und wurde für die FM4 Soundselection Vol. 24 ausgewählt.

## Diskografie
- 2006: the who the what the yeah (6 Song DIY-Demo)
- 2009: blackbox (13. November 2009, Konkord / Hoanzl / Broken Silence)
- 2011: Nervöse Welt (25. März 2011, Konkord / Hoanzl / Broken Silence)
- 2013: Strom (22. November 2013, monkey. / Rough Trade)